# کتایون امینی
کتایون امینی (به انگلیسی: Katayoun A. Marciano) (زاده ۲۱ مارس ۱۹۷۰) یک نویسنده و بازیگر زن آمریکایی ایرانی تبار است. او از ۲۰ اکتبر ۱۹۹۱ با بازیگر سینما دیوید مارسیانو ازدواج نمود.
آنها سه فرزند به نامهای آریانا گریس، مارسلو و مینا دارند.
کتایون امینی به خاطر بازی در سریال ذهن مرد متاهل (به انگلیسی: The Mind of the Married Man) (۲۰۰۱)، سریال تلویزیونی پرونده های زک (به انگلیسی: The Zack Files) (۲۰۰۰)، سریال به خاطر جنوب (به انگلیسی: Due South) (۱۹۹۴) شناخته می شود.